# Peter Revertera-Salandra
Peter Revertera-Salandra, bis 1918 Graf Revertera von Salandra (* 18. März 1893 in Paris; † 19. April 1966 in Helfenberg) war Landesführer-Stellvertreter der oberösterreichischen Heimwehr, oberösterreichischer Landesrat, Sicherheitsdirektor für Oberösterreich (1934–1938) und Widerstandskämpfer gegen den Nationalsozialismus.

Sicherheitsdirektor Peter Revertera bei der Begräbnisansprache für Richard Hölzel

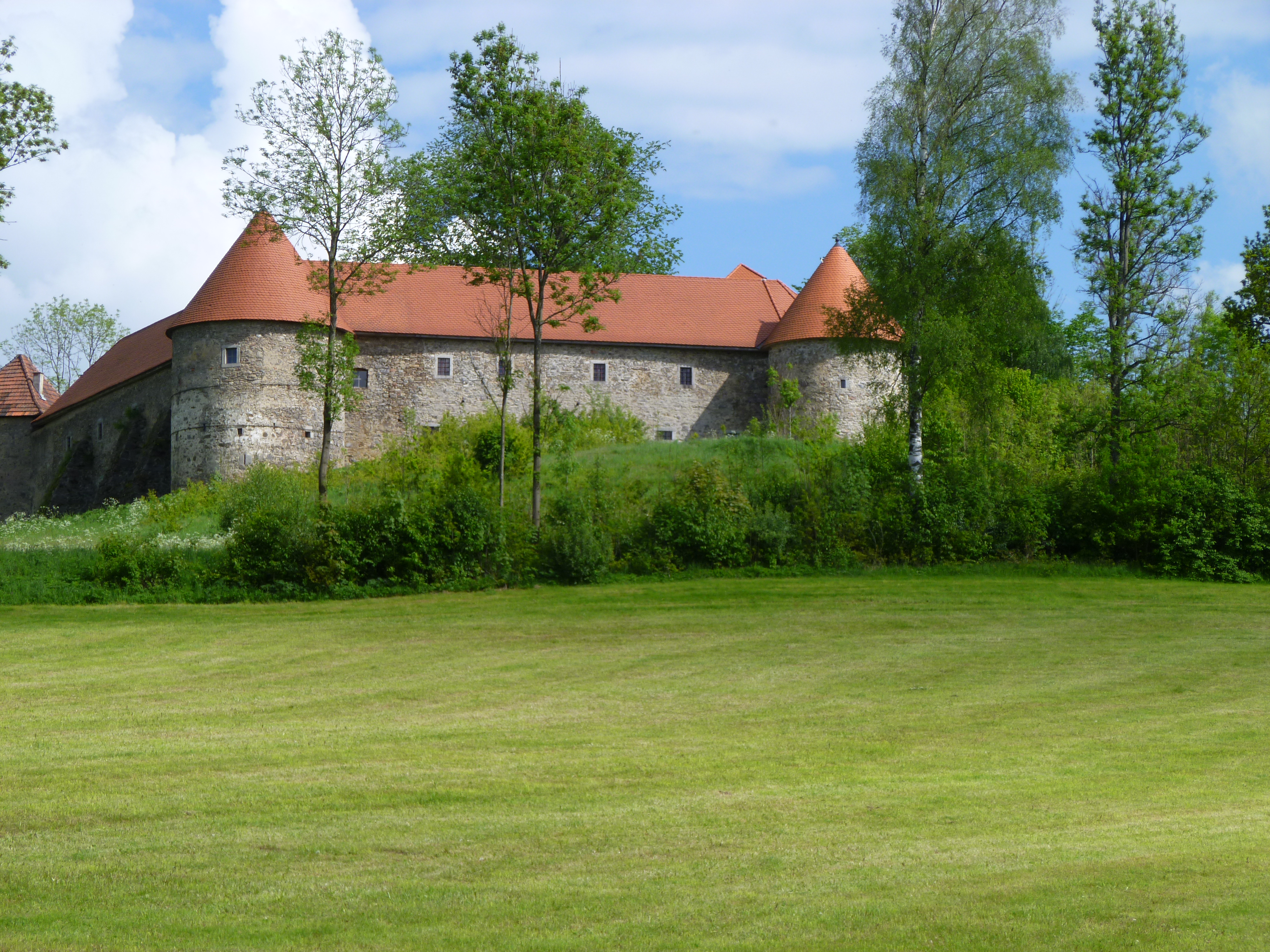
Burg Piberstein, seit 1894 im Besitz der Familie Revertera-Salandra

## Leben
Peter Revertera wurde als Sohn des Grafen Nikolaus Revertera von Salandra (1866–1951), einem k. u. k. Diplomaten und Vertrauten des Kaisers Karl I., und dessen Gattin Donna Olimpia Aldobrandini dei principi di Sarsina (1868–1928) geboren.
Nach Besuch des Gymnasiums in Gmunden leistete er Kriegsdienst im Husarenregiment Graf Radetzky Nr. 5. 1917 war er im Range eines Rittmeisters Verbindungsoffizier zum königlich-preußischen Kriegsminister in Berlin.
Am 4. September 1917 heiratete er in Frauenberg Prinzessin Ida zu Schwarzenberg (* 10. März 1894 in Wien; † 4. Januar 1974 in Salzburg), mit der er vier Kinder hatte:
- Nikolaus Hippolyt, 1918–1989
- Franz Karl, 1919–2007
- Johann, 1921–1941, gefallen in Novgorod Seversk, Russland
- Josefine, * 1923, verh. Müller

Ab 1920 bemühte er sich um die Gründung der Heimwehr im Mühlviertel; 1928 unterstützte er durch Materialspenden die Errichtung des Hessendenkmals in Linz. Ab 1929 bewirtschaftete er die Güter der Familie in Oberösterreich, Salzburg und Südböhmen. Er war führend beim Aufbau der Heimwehr in Oberösterreich und wurde Kommandant des Jägerregiments, später der Jägerbrigade „Fürst Starhemberg“ Nr. 1. Nach dem Pfrimer-Putsch hat Revertera Pfrimers Adjutant Karl Othmar Lamberg zur Flucht nach Deutschland verholfen.

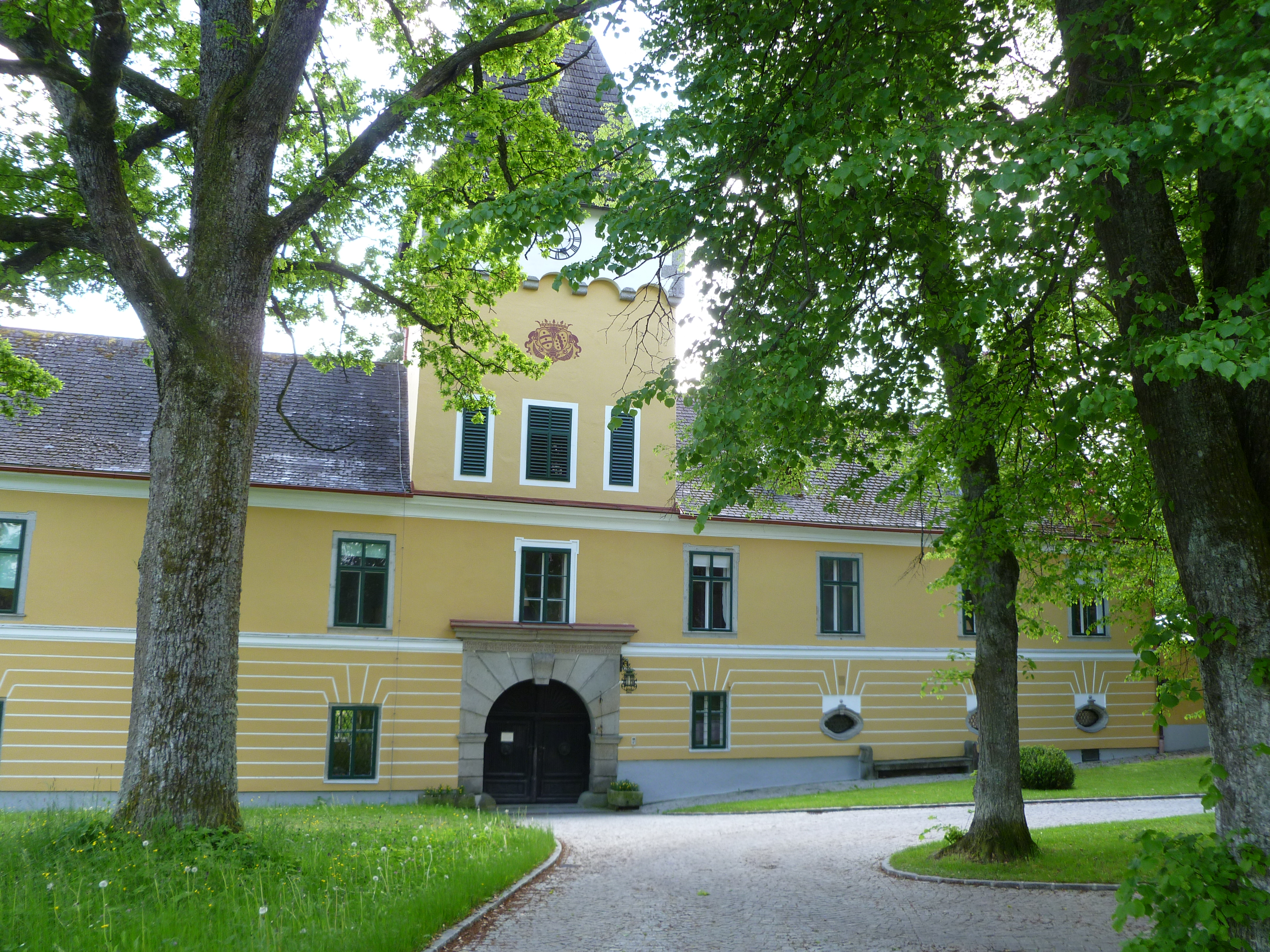
Schloss Helfenberg ist der heutige Wohnsitz des oberösterreichischen Zweiges der Familie Revertera-Salandra

1932 war er kurzfristig Landesführer-Stellvertreter der Heimwehr und 1934 an der Niederschlagung des Februaraufstandes der Sozialdemokratischen Arbeiterpartei in Linz beteiligt. In den Jahren von 1934 bis 1938 bekleidete er verschiedene Ämter, u. a. war er Landesrat und Sicherheitsdirektor (Ernennung am 7. August 1934), Obmannstellvertreter des Bauernbundes und Vizepräsident des Oberösterreichischen Wald- und Grundbesitzervereins. Seine Vorgänger im Amt des oberösterreichischen Sicherheitsdirektors waren Generalmajor Ing. Johann Kubena (1882–1955) und Hans von Hammerstein-Equord (1881–1947). Das Sicherheitsreferat des Landes Oberösterreich hatte von 1918 bis 1933 der großdeutsche Abgeordnete Franz Langoth ausgeübt.

Eingang zur Familiengruft in Sankt Georgen bei Grieskirchen der Familie Revertera-Salandra

Unter Revertera wurde im September 1935 ein sog. Bettleranhaltelager in Schlögen errichtet. In diesem wurden alle wegen Landstreicherei oder Bettelei festgenommenen Oberösterreicher, die haft- und arbeitsfähig waren, zusammengefasst; Nicht-Oberösterreicher wurden in ihre Heimatgemeinden abgeschoben. Die Festgenommenen mussten u. a. beim Bau der Nibelungenstraße Passau-Linz Zwangsarbeit verrichten.
Revertera versuchte neben seinen polizeilichen Aufgaben als Sicherheitsdirektor eine Rolle als Friedensstifter einzunehmen. Als Landesrat, Sicherheitsdirektor und Heimwehrführer konnte er nach den Aufständen des Jahres 1934 – in Einvernehmen mit dem Landeshauptmann Gleißner – mit ehemaligen sozialdemokratischen Vertrauensleuten Fühlung halten und auch in vielen Verhandlungen mit den illegalen Nationalsozialisten und gemäßigten Nationalen eine Befriedungsaktion einleiten. Dies hatte allerdings wenig Erfolg, da das Misstrauen ihm gegenüber groß war. Eine Auseinandersetzung zwischen Gleißner und Revertera bezog sich 1935 auf die Habsburger- und Ehrenbürgerfrage. Revertera versuchte aufgrund seiner legitimistischen (= monarchistischen) Haltung eine Regelung auf Gemeindeebene durchzusetzen, dem widersprach Gleißner, da „in den Gemeindestuben keine Staatspolitik betrieben“ werden sollte.
1937 traf er Hermann Göring bei der Internationalen Jagdausstellung in Berlin. Bei dieser Gelegenheit teilte Göring ihm mit, dass der Anschluss Österreichs im Frühjahr 1938 bevorstehe. Er wurde daraufhin 1938 von Göring als Gaujägermeister in Aussicht genommen, aber dies wurde aufgrund heftigen Widerstands in der NSDAP nicht realisiert. Nach dem „Anschluss“ Österreichs an Nazi-Deutschland setzte vielmehr eine intensive Verfolgung politischer Gegner ein, wobei die Nationalsozialisten in den ersten Tagen vor allem die Machthaber des Ständestaates ausschalteten. So wurden unter anderen Landeshauptmann Heinrich Gleißner, die Mitglieder der Landesregierung Felix Kern und Peter Revertera, der Linzer Bürgermeister Wilhelm Bock und der Direktor der Linzer Arbeiterkammer Alfred Maleta verhaftet. Revertera wurde „gauverwiesen“, lebte dann in Neustadt an der Saale sowie in Augsburg und kam 1944 in Gestapohaft.

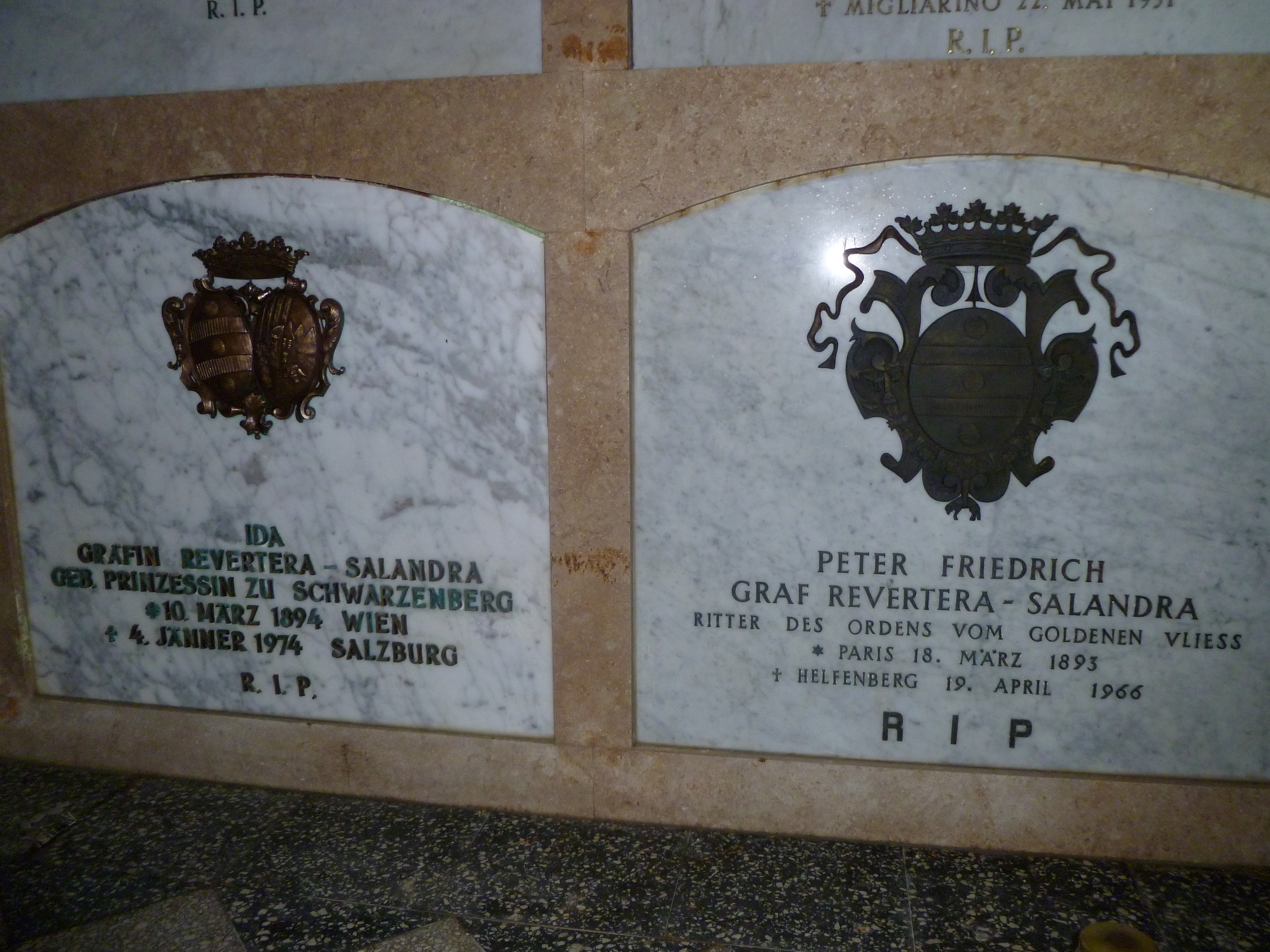
Grabplatte für Peter Revertera-Salandra und seine Frau Ida

Ida Revertera gründete gemeinsam mit ihrem Mann, ihrem Sohn Hippolyt und ihrer Tochter Josefine die Widerstandsgruppe Helfenberg. Die Gruppe stand über Reverteras Schwager Karl Ludwig zu Guttenberg in Verbindung zur Verschwörergruppe um Graf Stauffenberg. Ihre Aktivitäten bezogen sich auf die Instandsetzung von Waffen und Munition, Vorbereitung der Befreiung der Region, aktive Mithilfe zur unblutigen Beendigung der Kämpfe im oberen Mühlviertel etc. Die Tochter Josefine wurde wegen „Zersetzung des Widerstandswillens“ eine Zeit lang im Arbeitseinsatz inhaftiert.
Nach dem Zweiten Weltkrieg lebte Peter Revertera als Forstwirt und E-Werk-Betreiber in Helfenberg. Er war Ehren- und Devotionsritter des Souveränen Malteserordens und ist in St. Georgen in der Familiengruft der Reverteras begraben.

## Ehrungen
- Offizierskreuz des österreichischen Verdienstordens (1935)[12]
- Komturkreuz des Silvesterordens, verliehen durch den Papst und überreicht am 3. Oktober 1953 durch Bischof Dr. Josef C. Fließer
- Ritter des Ordens vom Goldenen Vlies (1957)
- 1964 Ehren-Landesjägermeister von Oberösterreich